# Odeon-Jugendsinfonieorchester München

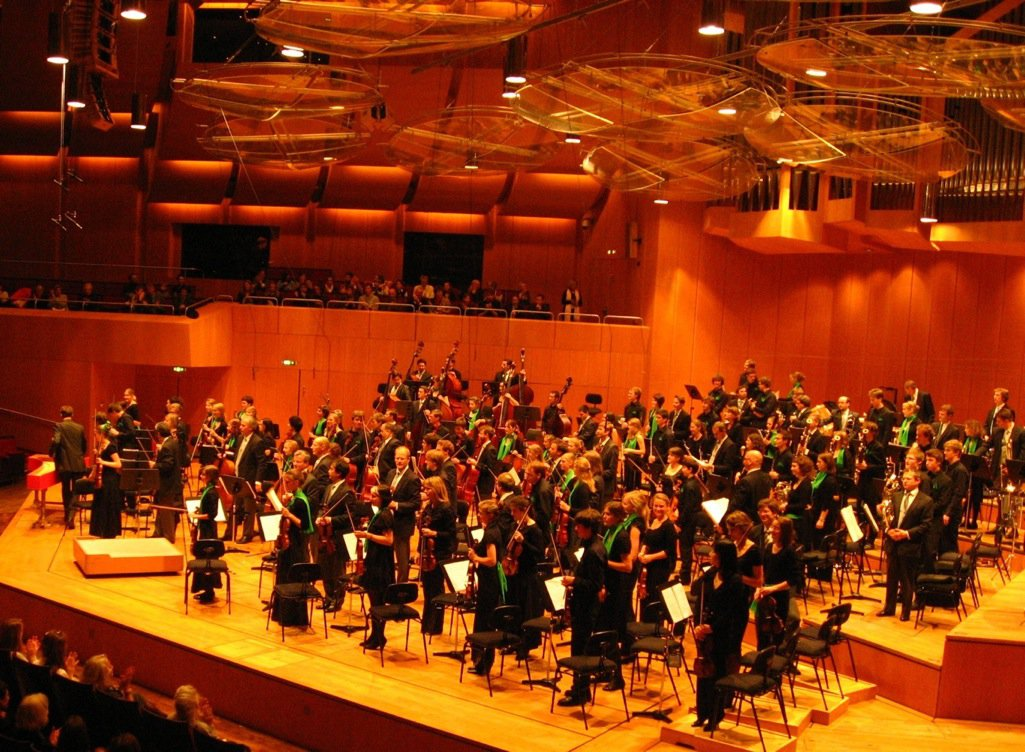
Gemeinsames Konzert von ODEON-Jugendsinfonieorchester München und den Münchner Philharmonikern

Das ODEON-Jugendsinfonieorchester München e.V. ist ein 2006 gegründetes Münchner Jugendorchester.

## Orchester
Das Odeon-Jugendsinfonieorchester München wurde 2006 von seinem künstlerischen Leiter Julio Doggenweiler Fernández gegründet und besteht derzeit aus etwa 70 Musikerinnen und Musikern im Alter von 15 bis 25 Jahren. In wöchentlichen Proben erarbeitet das Orchester mit seinem künstlerischen Leiter Julio Doggenweiler Fernández jährlich vier Programme mit einem sehr breitgefächerten Repertoire, das von Georg Friedrich Händel bis hin zu zeitgenössischen Komponisten wie zuletzt Jörg Widmann reicht. Der Schwerpunkt liegt dabei auf den Werken der Romantik und der klassischen Moderne, deren Förderung und Verbreitung erklärtes Ziel des Odeon ist. Unterstützt wird die intensive musikalische Arbeit durch Stimmproben mit Dozenten aus den Reihen der Münchner Philharmoniker, deren Patenorchester das Odeon seit 2010 ist.
Alle ein bis zwei Jahre unternimmt das Orchester im Sommer eine große Proben- und Konzertreise. Es absolvierte dabei Reisen in Deutschland sowie nach Ungarn, Chile, Belgien, Serbien und Italien.

## Patenschaft
Schon seit der Gründung des Orchesters besteht eine enge musikalische Freundschaft durch den Kontakt mit Wolfgang Berg, Bratschist der Münchner Philharmoniker und Gründungsmitglied des Odeon. Seit einem gemeinsamen Konzert mit den Münchner Philharmonikern im Herbst 2010 gehören die Patenschaftskonzerte zwischen dem Odeon und den Philharmonikern zum regelmäßigen Programm.
Musiker der Münchner Philharmoniker begleiten und unterstützen das Orchester in Stimm- und Satzproben. In Stimmgruppen erarbeiten sie das jeweilige Programm und bereiten somit die anschließenden Tuttiproben und Konzerte vor. Außerdem stehen die Münchner Philharmoniker dem Orchester mit Notenmaterial, Probenraum oder Leihinstrumenten zur Seite.

## Dirigent
Der Gründer und künstlerische Leiter des Orchesters, Julio Doggenweiler Fernandez, wurde in Santiago de Chile geboren. Nach seinem Querflötenstudium in Hannover und Studien in New York war er fünf Jahre lang 1. Soloflötist des Orquesta Sinfónica de Chile. Anschließend studierte er Orchesterleitung bei Rolf Reuter und Hermann Michael an der Musikhochschule München sowie in Meisterklassen bei Sergiu Celibidache. Er war Finalist im Orchesterwettbewerb The masterplayers in Lugano.
Doggenweiler Fernandez wirkt als Dirigent hauptsächlich in München, wo er auch lebt. sowie in seinem Heimatland Chile. In Deutschland arbeitete er als Gastdirigent mit den Münchner Philharmonikern und dem Festivalorchester des Richard-Strauss-Festivals in Garmisch-Partenkirchen. Er dirigierte Uraufführungen für die Münchener Biennale für Neues Musiktheater. In Chile gastiert er regelmäßig mit dem Orquesta Sinfónica de Chile, dem Orquesta Filarmónica del Teatro Municipal de Santiago sowie dem Orquesta de Cámara de Chile. Zehn Jahre lang war er Dirigent des Germeringer Kammerorchesters und des Germeringer Kammerchores, mit denen er alle wichtigen Oratorien von Bach, Händel, Mozart und Rossini zur Aufführung brachte. Dem Bereich der Oper widmete er sich mit einer Inszenierung des Orfeo von Christoph Willibald Gluck.

## Wettbewerbe
- 2007: 1. Platz Bayerischer Orchesterwettbewerb, Prädikat „Hervorragender Erfolg“, 1. Platz
- 2008: 1. Platz Deutscher Orchesterwettbewerb, Prädikat „Hervorragender Erfolg“, 1. Platz
- 2009: International Youth Music Festival Vienna, 1. Platz Kategorie „Symphony Orchestra“
- 2011: Bayerischer Orchesterwettbewerb, Prädikat „Hervorragender Erfolg“, 1. Platz
- 2013: Wettbewerb Europäisches Musikfestival für die Jugend in Neerpelt, 1. Platz
- 2015: Bayerischer Orchesterwettbewerb, Prädikat „Hervorragender Erfolg“, 1. Platz
- 2015: Bayerischer Orchesterwettbewerb, Sonderpreis des Bayerischen Rundfunks
- 2016: Deutscher Orchesterwettbewerb, Prädikat „Hervorragender Erfolg“, 2. Platz
- 2019: Bayerischer Orchesterwettbewerb, Prädikat „Hervorragender Erfolg“, 1. Platz
- 2024: Bayerischer Orchesterwettbewerb, Prädikat „Hervorragender Erfolg“, 1. Platz